# Ikranita
La ikranita és un mineral de la classe dels silicats, que pertany al grup de l'eudialita. Rep el seu nom de l'Institut IKRAN (en rus, Institut Kristal·lografi Rossískoi Akademi Naük), a Moscou.

## Característiques
La ikranita és un silicat de fórmula química (Na,H₃O)₁₅(Ca,Mn²⁺)₆Fe³⁺₂Zr₃[H₀-₃Si₃O₉)₂(Si₉O₂₇)₂SiO]Cl·2-3H₂O. Va ser aprovada com a espècie vàlida per l'Associació Mineralògica Internacional l'any 2000, i publicada per primera vegada el 2003. Cristal·litza en el sistema trigonal. La seva duresa a l'escala de Mohs és 5.
Segons la classificació de Nickel-Strunz, la ikranita pertany a «09.CO: Ciclosilicats amb enllaços de 9 [Si9O27]18-» juntament amb els següents minerals: al·luaivita, eudialita, ferrokentbrooksita, kentbrooksita, khomyakovita, manganokhomyakovita, oneil·lita, raslakita, feklichevita, carbokentbrooksita, zirsilita-(Ce), taseqita, rastsvetaevita, golyshevita, labirintita, johnsenita-(Ce), mogovidita, georgbarsanovita, aqualita, dualita, andrianovita, voronkovita i manganoeudialita.

## Formació i jaciments
Va ser descoberta al mont Karnasurt, situat al massís de Lovozero, dins la Península de Kola i l'óblast de Múrmansk, a Rússia. També a dins de la mateixa província ha estat descrita al mont Partomtxorr, al massís de Khibini. Només ha estat descrita en aquests dos indrets en tot el planeta.